# 붉가시나무
붉가시나무는 참나무과에 속하며 늘 푸른 큰키나무이다.

## 특징
한국에서는 주로 전라남도에 분포한다. 잎은 어긋나며 난형 또는 타원형, 길이 8~20cm, 너비 3~6cm이다. 표면은 반들반들한 짙은 녹색이고 뒷면은 연둣빛으로 어릴 때에는 적갈색의 털에 덮인다. 꽃은 암수한그루로 수꽃이삭은 축 늘어지고, 수꽃의 꽃덮이는 6장, 수술은 다수 암꽃이삭은 가지 끝에 곧게 붙고, 2~5송이의 암꽃은 털로 덮인 총포 속에 있다. 열매는 견과로 타원형이며, 잔 모양의 깍정이 속에 있다. 개화기는 5월, 결실기는 10월이다. 목재는 땔감·기구재 등으로 쓰이며 관상용으로도 심는다.

## 사진

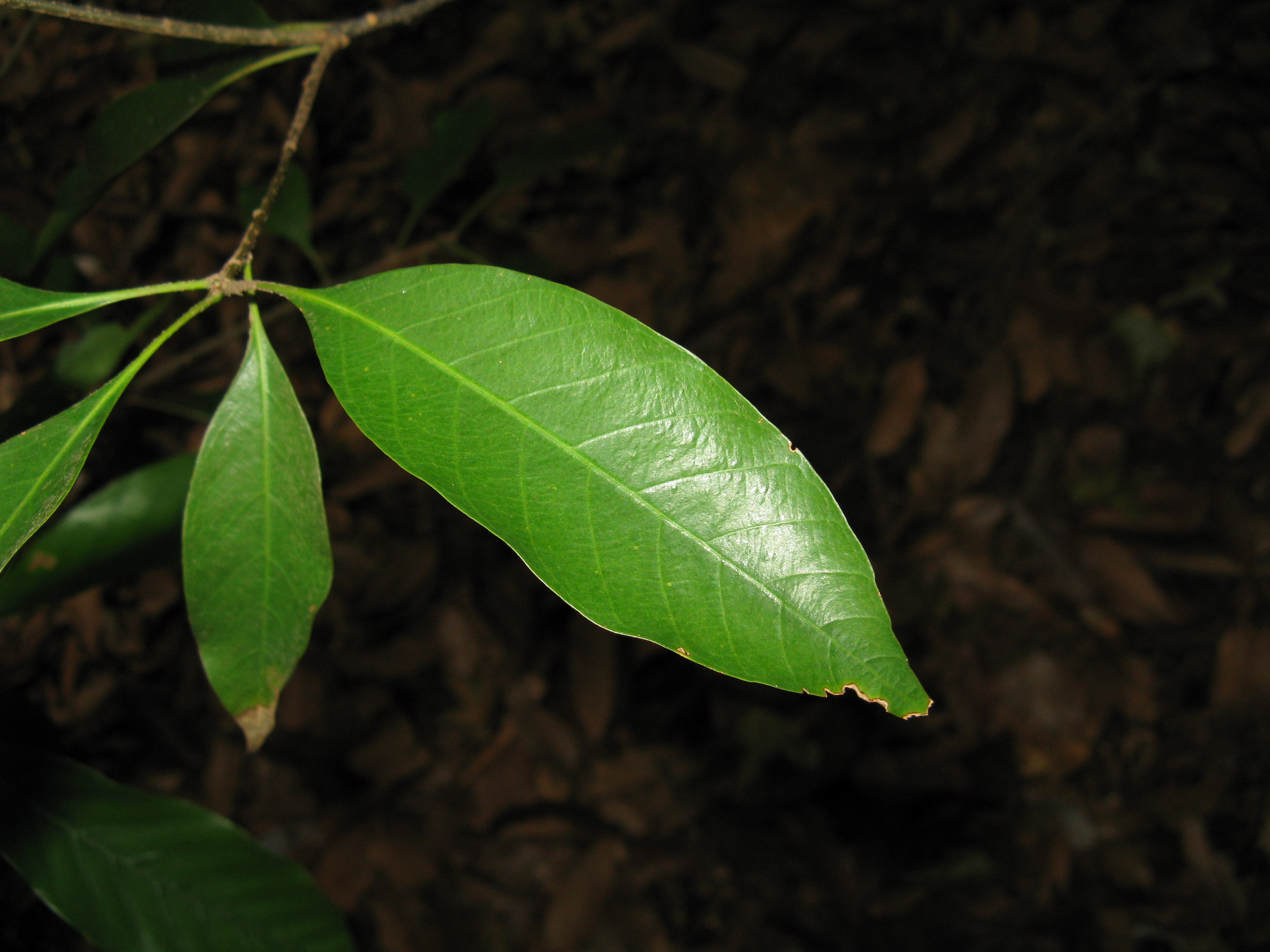
잎